# Ока, Такадзуми
Такадзуми Ока (яп. 岡 敬純, 1890—1973) — японский военный деятель, вице-адмирал (1942), осуждён на Токийском процессе как военный преступник.

## Биография
Родился в Осаке, в 1911 году окончил Военно-морскую академию, после чего служил на Императорском флоте. В 1914 году произведён в лейтенанты, в 1917 — в капитаны. В 1924 году проходил стажировку во Франции. Некоторое время служил под командованием адмирала Сигэёси Иноуэ. В 1932 году в составе японской делегации участвовал в работе Женевской конференции по разоружению. В 1936 году Ока был назначен командиром базы подводных лодок. В 1939 году он получил звание контр-адмирала, а в 1942 году — вице-адмирала. 20 июня 1945 года Такадзуми Ока был отправлен в отставку.
На Токийском процессе над главными японскими военными преступниками признан виновным и приговорён к пожизненному заключению, отбывал наказание в тюрьме Сугамо. Условно-досрочно освобождён в 1954 году. После освобождения редко появлялся на публике и вёл уединённый образ жизни до своей смерти в 1973 году.